# Ланчениго
Ланчениго је насеље у Италији у округу Тревизо, региону Венето.
Према процени из 2011. у насељу је живело 15265 становника. Насеље се налази на надморској висини од 24 м.